# بريه خان كامبونغ سفاي

## بريا خان كامبونج سڤاي
يقع المجمع الأثري لبريا خان كامبونج سڤاي، أو براسات باكان(وفقا للنطق المحلي)،أو باكان سڤاي رولاي على بعد 100 كيلو متر شرق أنغكور،في مقاطعة برياه فيهيار، كمبوديا.وهذا البناء يقف كأكبر مجمع ديني تم بناؤه علي الإطلاق خلال العصر الانغوري، حيث تبلغ مساحته االخارجية حوالي 5كيلو مترات مربعة ويعد أحد المواقع الأنغورية الأقل زيارة بسبب موقعه.

## تاريخ الأثر
هناك القليل من البيانات التاريخية حول بريا خان كامبونج سڤاي.فقد قال العلماء الفرنسيون بأنها تأسست في القرن الحادي عشر، ربما من قبل سورياڤارمان الأول.95:136فقد كان مقرا ملكيا في عهد مملكة سورياڤارمان الثاني وحتى جياڤارمان السابع عاش هنا، قبل استعادة العاصمة ياسودهارابورا من غزو شمس عام 1181.،في عام 1937 بدا فيكتور جولوبيو في عمليات مسح جوي كشفت عن المدي الحقيقي للمجمع
هناك العديد من منحوتات الخمير الشهيره في هذا الموقع الاثري، مثل الرأس المفترض الذي يتم عرضه في المتحف الوطني في بنوم بنه. تعد منحوتات برياه خان من كومبونغ سفاي من بين أعمال الذروة لفن الخمير وقد نهبت المعابد علي نطاق واسع في الماضي خلال الرحلات الاستكشافيه الرسميه، كما في عهد لويس، في حين ان اللصوص قد أضروا إلى حد كبير بالعديد من الهياكل أثناء نهب التماثيل والمنحوتات من النصف التاني من التسعينات
الاثر يغطي منطقه حوالي 5 كيلومترات مربعه، ويتجه نحو الشمال الشرقي:95ويحتوي علي أربعه حاويات متحدة المركز.تم تزويده بالمياه من قبل باراي كبير  (2.8 كم في الوقت الحاضر)، والذي يعبر الجانب الشرقي علي جزيره اصطناعيه (ميبون) في وسط الباري يوجد بريه ثكول (الخمير) وهو معبد صليبي من الحجر الرملي مع برج مركزي قائم.في الركن الجنوبي الشرقي توجد بقايا هرم بريه دامري الذي يبلغ ارتفاعه 15 مترا، مع سياج لاتريت وفيلان حجريان )الدامري تعني القيل) في اركانه العلويه يعرض الفيلان الاخران في المتحف الوطني في بنوم بنه ومتحف في باريس داخل العلبة الخارجيه، في المنتصف الجانب الغربي من باراي، يوجد (الخمير)،مع برج مركزي غريب بأربعه وجوه  علي طراز بايون، مسبوقا بمرحله هبوط مع درابزين ناغا، يؤدي الجسر اللاحق من هنا الي حاويه مركزيه 701 مترا في 1097 مترا، محاطا بخندق مائي ومزود بأربعه جوبورا شبيهة بأنغكور ثوم بالقرب من جوبورا الشرقيه يوجد دارماسالا تحتوي العلبة الداخليه لاتريت علي الحرم المركزي، الذي يقف علي منصه من مستويين.إنهار البرج المركزي بسبب محاولة نهب عام 2003 لها مداخل في جميع الاتجاهات الأساسيه ويتم تقريبها بواسطه معرض نوافذ.

## مكانة التراث العالمي
تمت إضافة هذا الموقع إلى اليونيسكو للتراث العالمي قائمة اولية في 27 مارس 2020 (أعلن في الاصل في 1 سبتمبر 1992) في فئة الثقافة.